# 山口祥未
山口 祥未（やまぐち よしみ、12月3日 - ）は、日本のフリーアナウンサー。
2009年9月までは、北海道で情報番組などのリポーターを務めていた。同年10月に宮城県仙台市へ移住してからは、仙台を拠点に活動している。

## 出演

### テレビ番組
- ひるまにあん（東北地方のANN6局ブロックネット番組、2009年10月 - 2010年3月） - リポーター
- ONE SWITCH CAFE（東北放送、2010年7月 - 2011年9月） - リポーター
- 河北新報ニュース（東北放送、2011年5月 - 2016年6月） - 天気予報担当
- 突撃!ナマイキTV（東日本放送、2010年9月 - 2019年3月[3]） - 特集リポーター、中継リポーター、「ナマイキシアター」担当、木曜・金曜MC
- ジモト応援！仙台つながるNews（J:COMチャンネル仙台） - 第1・第3火曜MC[4]

### ラジオ番組
- Cheers!（FMおたる、2007年10月 - 2009年9月） - 木曜パーソナリティ[2]
- 定時ニュース・天気予報（TBCラジオ、2011年5月 - 2016年6月） - 木曜・金曜担当
- GoGoはみみこい ラジオな気分（TBCラジオ、2022年5月 - 7月）
- ラジオな気分 フライデー2（TBCラジオ、2022年8月 - 2023年1月）
- わいわいさーくる（TBCラジオ、2023年4月 - 2025年3月）

## ナレーション

### テレビCM
- 北日本銀行（2013年12月 - ） - 「きたぎんサマーフェスタ2018」篇 ほか
- JR東日本（2017年9月） - 「新幹線でお出かけしましょ」篇
- 秋保温泉 岩沼屋（2018年7月 - ） - 「岩沼屋浪漫が動き出す」篇

### テレビ番組
- ONE SWITCH CAFE（東北放送、2010年7月 - 2014年4月）
- 第32回・第33回 全国スポーツ少年団軟式野球交流大会 岩手県予選大会（いわての牛乳カップ 2010・2011）（岩手朝日テレビ、2010年・2011年）